# Ingo Metzmacher
Ingo Metzmacher (Hannover, 10 novembre 1957) è un direttore d'orchestra tedesco.

## Biografia
È il figlio del violoncellista Rudolf Metzmacher e della ricercatrice biologa Lore Schoen. La sua formazione musicale in pianoforte, teoria musicale e direzione d'orchestra è avvenuta ad Hannover, Salisburgo e Colonia. In seguito si unì all'Ensemble Modern nel 1981 come pianista, e divenne direttore dell'orchestra nel 1985.
Nel 1994, Metzmacher diresse la prima della nuova versione della Sinfonia n. 6 di Hans Werner Henze. Nel 1997 ha diretto la prima mondiale della Sinfonia n. 9 di Henze su richiesta del compositore. Dal 1997 al 2005, ha lavorato come Direttore Musicale Generale della Città di Amburgo, che copriva l'Opera di Amburgo e la sua Philharmoniker Hamburg. Lasciò il suo posto ad Amburgo dopo controversie con la città a proposito del finanziamento.
Nel 2005 divenne direttore principale della De Nederlandse Opera. Nel febbraio 2007 De Nederlandse Opera annunciò che Metzmacher si sarebbe dimesso dal suo incarico di Direttore Principale della DNO nel 2008. Dal 2007 al 2010 è stato il Direttore Principale e Direttore Artistico della Deutsches Symphonie Orchester Berlin (DSO-Berlino). Il suo contratto originale con la DSO-Berlino era fino al 2011. Tuttavia, dopo le notizie di dispute sui finanziamenti ed alla minacciata riduzione delle dimensioni dell'orchestra, nel marzo 2009, Metzmacher annunciò le sue dimissioni in anticipo dalla direzione principale della DSO-Berlino a partire dall'estate del 2010. I suoi concerti finali come direttore principale dell'orchestra furono a giugno 2010 a Berlino e nel mese di agosto 2010 a The Proms.

## Discografia
- Alban Berg: Wozzeck
- Benjamin Britten: Serenade for Tenor, Horn and Strings (Ian Bostridge, tenore; Marie Luise Neunecker, corno)
- Le sinfonie complete di Karl Amadeus Hartmann[8][9]
- Hans Werner Henze: Sinfonia n. 9
- Luigi Nono: Prometeo (Ricordi/EMI Classics)
- Richard Strauss: Horn Concertos
- Hans Werner Henze: Requiem (Sony Classical)
- John Cage: Sixteen Dances for Soloist and Company of 3 (RCA)
- Charles Ives: Songs/Orchestral Sets/From The Steeples and Mountains (EMI)